# Tančím, abych žil

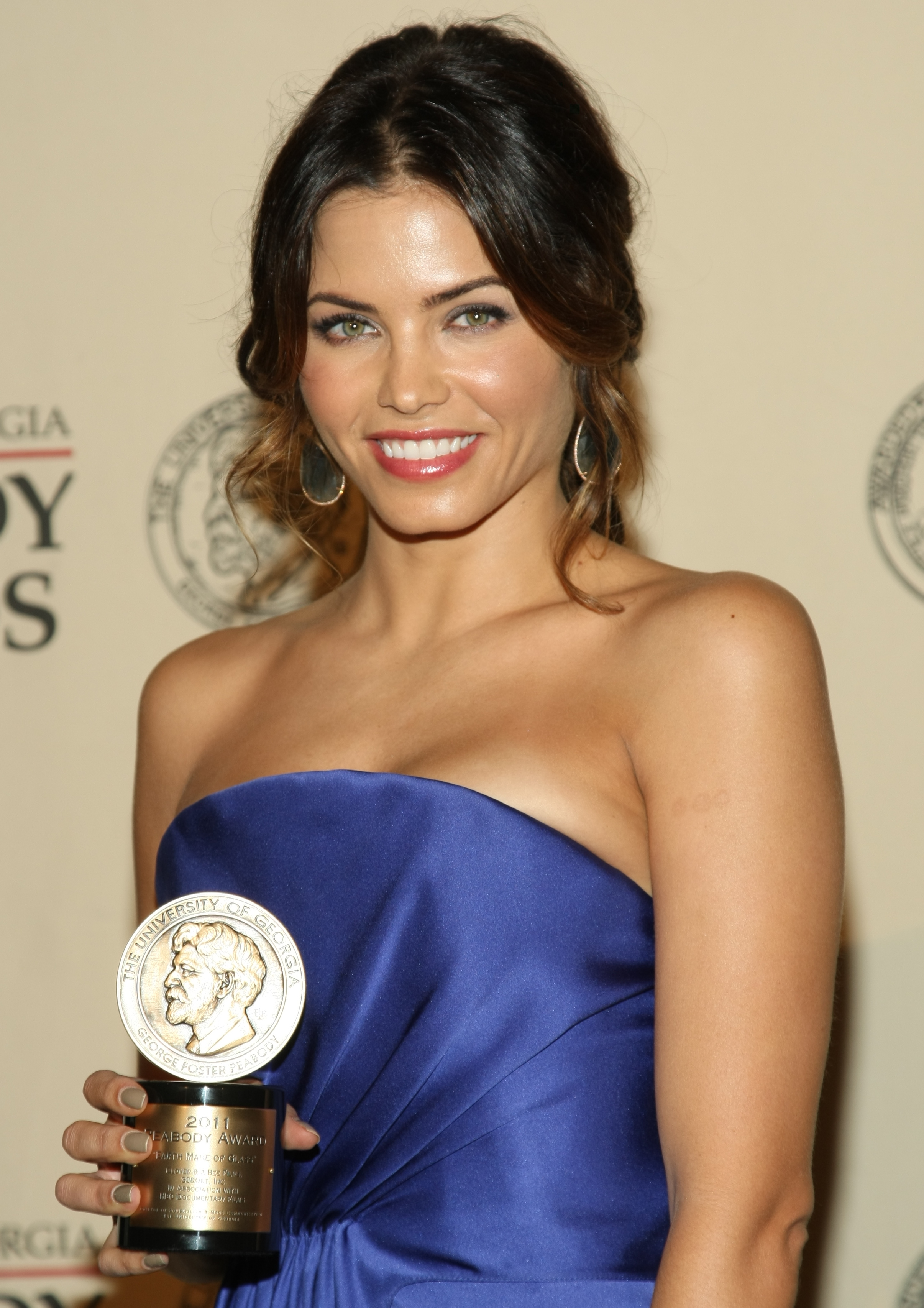
Herečka Jenna Dewanová, která ztvárnila Sashu

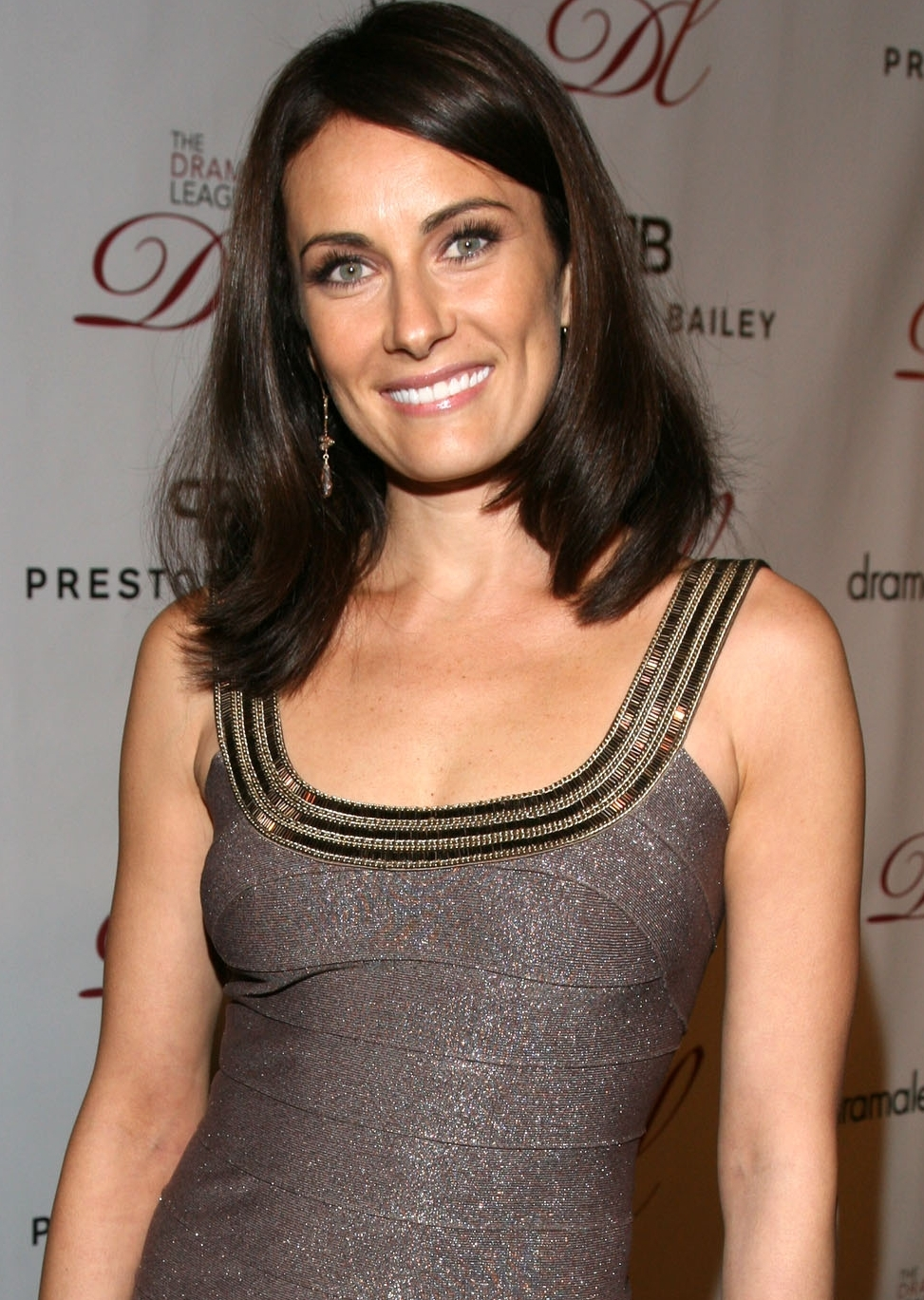
Laura Benanti, představitelka Tiny

Tančím, abych žil (v originále Take the Lead) je americký film z roku 2006 s Antoniem Banderasem v hlavní roli. Byl natočen režisérkou Liz Friedlanderovou podle života Pierra Dulaina, který je skutečným učitelem tance a tanečníkem klasických tanců. Ve Spojených státech měl film premiéru 7. dubna 2006, v Česku pak 15. června toho roku.
Jen po prvním dni v kinech si film vydělal 4,5 milionů amerických dolarů, druhý den se částka zvýšila na 4,9 milionů. Celkové film Tančím, abych žil vydělal něco přes 12 milionů amerických dolarů.
Antonio Banderas roli původně vůbec nechtěl přijmout, dokonce si ani nepřečetl scénář a rovnou odmítl. Řekl o filmu, že je „příliš kýčovitý“. Jeho agent jej ale nakonec přesvědčil a prý pomohlo i to, že pustil Banderasovi dokument o skutečném Pierru Dulainovi, který prý Antoniovi připadal velmi zajímavý. Pro několik ostatních herců, kteří hráli především studenty, se jednalo o jejich první celovečerní film a někteří z nich údajně ani neuměli tančit před tím, že byli obsazeni.

## Děj
Pierre Dulaine je americký učitel tance se španělsko-francouzskými kořeny. Při cestě z akademie potká místního problémového černošského studenta Jasona „Rocka Rockwella“, který ničí auto ředitelky školy, protože mu zakázala vstup na školní párty. Rocko před Pierrem nakonec uteče.
Následující den přijede Pierre do školy, kde Rocko studuje, aby se setkal s ředitelkou, Augustine Jamesovou. Stav školy jej zhrozí a ačkoliv přizná ředitelce, že viděl, kdo její auto zdemoloval, viníka nezmíní. Místo toho přijme dozor nad žáky, kteří jsou po škole. Společně s ředitelkou se dostává do sklepa, kde problémoví studenti jsou a které se on chystá učit společenské tance, přestože oni holdují spíše street dance. Hodinu nakonec předčasně ukončí sami žáci, když odejdou. Učitelé ze školy se sází, že Pierre již druhý den do školy nepřijde, ale on se rozhodne ve výuce pokračovat. Další den se dozvídá, že Rockovi se zhroutil život po tom, co mu ve válce gangů zemřel bratr. Toho zabil starší bratr jedné z jeho spolužaček, LaRhette Dudleyové.
Pierre se snaží skloubit moderní tance s klasickými a mimo jiné stále vede i vlastní akademii. Zde se snaží naučit tančit Caitlin, na kterou naléhají bohatí rodiče, kteří ji chtějí předvést na luxusním večírku, který nechali vystrojit. Jí ale příliš tančení nejde. Závidí jiné Pierrově studentce, Morgan, že se dokáže pohybovat tak ladně a být sexy. Právě Caitlin mu vnukne myšlenku předvést problémovým studentům Morgan. Všichni žáci jsou jejich tancem uchváceni a narůstá i jejich chuť k tančení klasických tanců. Další den se Caitlin rozhodne, že se přidá ke skupince problémových studentů, než aby se učila tancovat s profesionály jako je Morgan. Přestože zpočátku ji v kolektivu nepřijímají, ona jim prozradí, že se mezi nimi cítí lépe než s Morgan. Nakonec jí jako partnera vybere Pierre černošského studenta, kterému všichni přezdívají Kolos, jelikož trpí nadváhou.

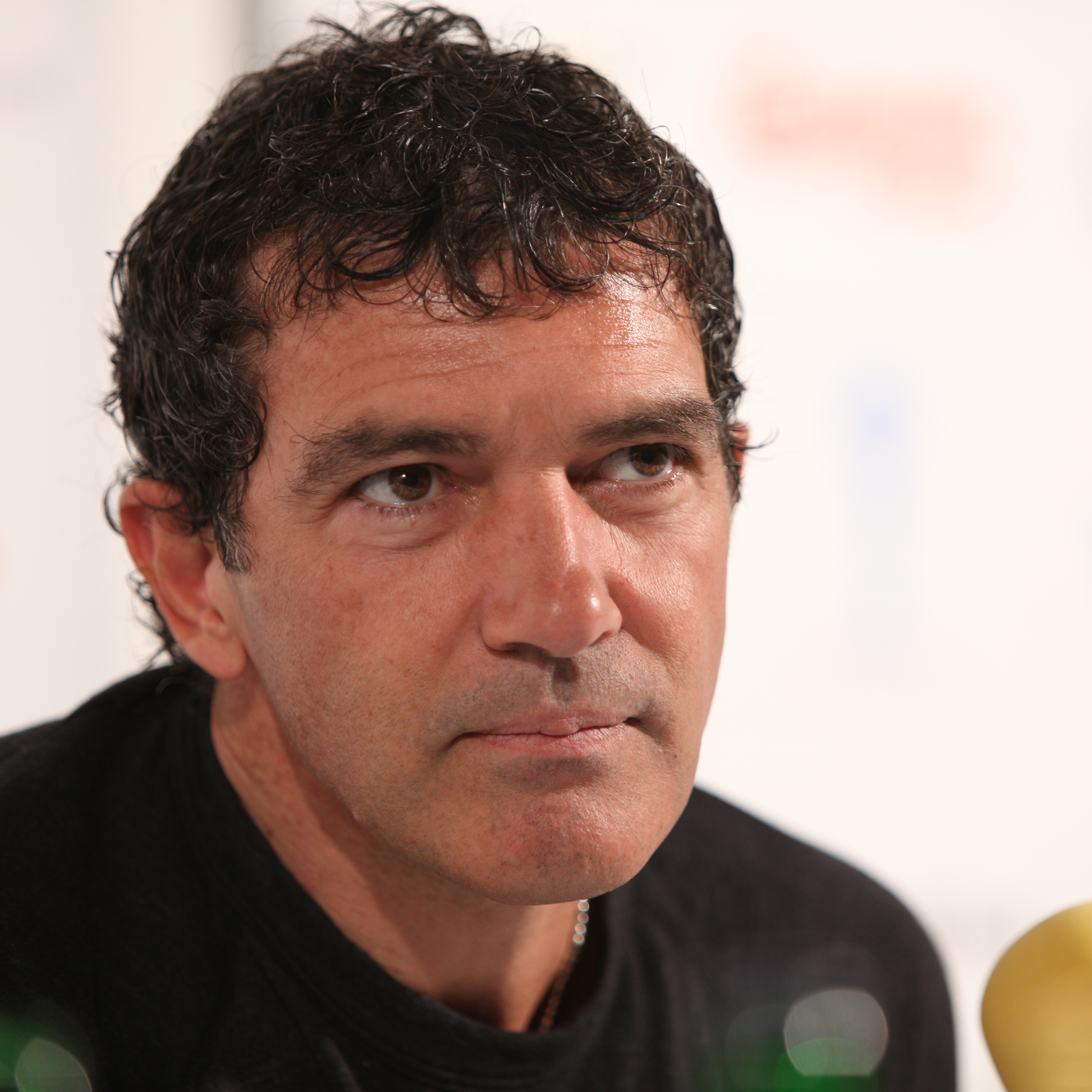
Antonio Banderas na filmovém festivalu v Karlových Varech

Další scény popisují situaci žáků mimo školu. LaRhette je dcera prostitutky a musí se starat o své mladší sourozence. Zároveň také truchlí po svém bratrovi, který zemřel ve válce gangů, stejně jako bratr Rocka. Pokusí se jí znásilnit jeden ze zákazníků její matky a ona utíká do školy. Ve stejnou chvíli uteče z domu i Rocko, který dal těžce vydělané peníze matce na jídlo, ta místo toho ale koupila pouze alkohol pro sebe. Po potyčce s nemocným otcem utíká taktéž do školy, kde najde LaRhette jak tančí foxtrot. Pohádají se kvůli svým bratrům a když se začnou prát, najde je ochranka. Jsou předvedeni před ředitelkou Jamesovou, která se je rozhodne vyloučit. Nakonec vše zachrání Pierre, který se rozhodne zodpovídat za ně.
Pierre pokračuje v učení problémových studentů a rozhodne se je přihlásil do taneční soutěže. Následně vezme všechny studenty na akademii, aby jim ukázal ostatní profesionální tanečníky. Ty jsou nadšení, ale také se dozvídají, že zápisné na soutěž je 200 amerických dolarů. Pierre nakonec slibuje, že vše zaplatí. Také ustanoví, že soutěžit bude Rocko s LaRhette ve waltzu a Ramos a Danjou se budou střídat o Sašu při tangu.
Učitel Joseph Temple si stěžuje, že škola plýtvá časem žáků na tancování místo učení a požádá o zrušení tanečních hodin. Pierre má možnost obhájit svůj názor na setkání rodičů několika studentů, kde je úspěšný a může studenty dále učit.
Soutěž začíná a všichni Pierrovi žáci se chtějí účastnit. Rocko se ale nedostaví a LaRhette začíná být nervózní. Rocko se v tu chvíli nevědomky připlete jako účastník ke krádeži a na poslední chvíli se pokusí vycouvat. Jeden z gangsterů mu začne vyhrožovat zbraní, když ale zmíní vraždu Rockwellova bratra, Rock mu zbraň sebere a namíří s ní na něj. Nakonec nevystřelí a z místa uteče.
Saša a Danjou jsou v tangu úspěšní, ale Ramos žárlí. Nakonec se s Danjem dohodne, že zatančí tango ve třech, za což jsou ale diskvalifikováni. I přesto se vítězka kategorie Morgan rozhodne o výhru se s nimi podělit. Rocko se na poslední chvíli objevuje na soutěži, půjčuje si Pierrovo sako a tančí s LaRhette. Caitlin má na rodinném plese tančit s bratrancem Filipem, místo toho ji plesem provede Kolos, se kterým poté odchází na soutěž za ostatními. V závěru soutěže si Pierrovi studenti „pohrají“ s technikou a místo klasické hudby pustí hip hop. Pierre nakonec odchází se svojí asistentkou, která ho už dlouhou dobu miluje.

## Obsazení
| Antonio Banderas   | Pierre Dulaine        |
| Rob Brown          | Jason "Rock" Rockwell |
| Yaya DaCosta       | LaRhette Dudleyová    |
| Dante Basco        | Ramos                 |
| Elijah Kelley      | Danjou                |
| Jenna Dewanová     | Sasha                 |
| Laura Benanti      | Tina                  |
| Brandon D. Andrews | Kolos                 |
| Jasika Nicole      | Egypt                 |
| Lauren Collins     | Caitlin               |
| Shawand McKenzie   | Velká holka           |
| Alfre Woodardová   | Augustine             |
| John Ortiz         | Joseph Temple         |
| Katya Virshilas    | Morgan                |